# Nagrota Bagwan
Nagrota Bagwan là một thị xã và là một nagar panchayat của quận Kangra thuộc bang Himachal Pradesh, Ấn Độ.

## Nhân khẩu
Theo điều tra dân số năm 2001 của Ấn Độ, Nagrota Bagwan có dân số 5655 người. Phái nam chiếm 51% tổng số dân và phái nữ chiếm 49%. Nagrota Bagwan có tỷ lệ 79% biết đọc biết viết, cao hơn tỷ lệ trung bình toàn quốc là 59,5%: tỷ lệ cho phái nam là 81%, và tỷ lệ cho phái nữ là 76%. Tại Nagrota Bagwan, 11% dân số nhỏ hơn 6 tuổi.